# サツラク農業協同組合
サツラク農業協同組合（さつらくのうぎょうきょうどうくみあい、英称：Satsuraku Agricultural Cooperative Association ）は、北海道札幌市東区苗穂町に本所を置く、酪農専門農業協同組合である。設立は1948年（昭和23年）。

## 概要
- 札幌市を中心に石狩振興局、空知総合振興局、後志総合振興局、胆振総合振興局の全域と上川総合振興局の一部地域のエリアで約1,900名の正・准組合員を有する、日本で最も古い酪農専門の広域農協である。
- 酪農専門であり、中央会（JAグループ）に所属していない。そのためロゴマークには、JAグループの共通ロゴは使用せず、略称もJAは使用されておらず「サツラク農協」が一般的であり、独自色が強い。ただし信用事業（JAバンク）と共済事業（JA共済）は行なっている。

- 生産、加工、販売まで一貫した体制を築き、牛乳・乳製品を製造・販売している。
- 元々は雪印乳業（現・雪印メグミルク）の前身となる農業協同組合である。

## 沿革
- 1895年（明治28年）　北海道初の民間酪農団体「札幌牛乳搾取業組合（申合）」（通称：四日会）を設立。
- 1915年（大正04年）　「札幌牛乳販売組合」を設立。
- 1917年（大正06年）　「札幌酪農組合（申合）」（略称：札酪）と改称。
- 1920年（大正09年）　「札幌酪農信用販売購買生産組合」を設立。
- 1925年（大正14年）　雪印乳業（株）（現・雪印メグミルク（株））の前身「北海道製酪販売組合」（略称：酪連）を設立。
- 1933年（昭和08年）　札幌市内の中小乳業者50余名を統合し、札幌ミルクプラントを操業。
- 1944年（昭和19年）　農業団体法により「札幌酪農組合」解散。「札幌酪農牛乳（株）」を設立。
- 1948年（昭和23年）　「札幌酪農業協同組合」を設立。
- 1968年（昭和43年）　「サツラク農業協同組合」と改称。
- 1970年（昭和45年）　札幌市西区二十四軒に市乳工場を新設。
- 1971年（昭和46年）　旭川酪農業協同組合員138名がサツラク農協組合員となる。
- 1974年（昭和49年）　多度志地区・上富良野地区の組合員が加入。
- 1996年（平成08年）　札幌市東区丘珠町に「ミルクの郷」グランドオープン。本所を東区苗穂町に、工場をミルクの郷に移転
- 1998年（平成10年）　製造部門を分社化。（（株）ミルクの郷として改組）
- 2019年（令和元年）    千歳肥育牧場閉鎖。
- 2020年（令和  2年）   旭川事務所閉鎖。

## 事業内容
- 経済部
  - 酪農指導
  - 家畜診療事業
  - 配合飼料製造
  - 生産資材供給
  - 乳業消流
  - 肉牛肥育牧場
- 市乳事業部
- 信用事業（JAバンク）
- 共済事業（JA共済）

## 主要施設一覧

### 本所
- 総務部・経済部：北海道札幌市東区苗穂町3丁目3-7

### 事業所
- 市乳事業部：北海道札幌市東区丘珠町573-27
- 恵庭診療所：北海道恵庭市恵み野西1丁目5-1
- 伊達センター：北海道伊達市末永町12-12
  - 伊達診療所：伊達センター内

### 共同・関連会社
- （株）ミルクの郷：牛乳・乳製品製造
- （株）コーラク：飼料配給・リース事業
- （株）パストランド：飲食料品の販売、動物の飼育管理、遊戯施設の運営管理
- デリー物産（株）：牛乳・乳製品の配送、食品卸業